# Steven S. DeKnight
Steven S. DeKnight é um roteirista, produtor e diretor de televisão estadunidense. Ficou conhecido por ser o criador da série Spartacus e trabalhar em Buffy the Vampire Slayer, Angel, Smallville e Marvel's Daredevil.
Em 2018 DeKnight dirigiu o seu primeiro  longa Pacific Rim: Uprising, sequência de Circulo de Fogo, de 2013.

## Filmografia

### Filmes
| Ano  | Filme                 | Diretor | Escritor | Produtor | Nota                                                                                    |
| ---- | --------------------- | ------- | -------- | -------- | --------------------------------------------------------------------------------------- |
| 2018 | Pacific Rim: Uprising | Sim     | Sim      | Não      | Primeiro filme como diretor Co-escrito com Emily Carmichael, Kira Snyder, e T.S. Nowlin |

### Televisão
| Ano       | Título                   | Credited como | Credited como | Credited como | Nota                                                                    |
| Ano       | Título                   | Diretor       | Escritor      | Produtor      | Nota                                                                    |
| --------- | ------------------------ | ------------- | ------------- | ------------- | ----------------------------------------------------------------------- |
| 2000–2002 | Buffy the Vampire Slayer | Não           | Sim}          | Não           | Escritor (5 episódios); Editor de história (6ª temporada)               |
| 2002–2004 | Angel                    | Sim           | Sim           | Sim           | Diretor (3 episódios); Escritor (12 episódios); Produtor (5ª temporada) |
| 2004–2007 | Smallvile                | Sim           | Sim           | Não           | Diretor (2 episódios); Escritor (15 episódios)                          |
| 2009      | Dollhouse                | Sim           | Sim           | Não           | Escritor e diretor (1 episódio); Produtor (1ª temporada)                |
| 2010–2013 | Spartacus                | Não           | Sim           | Executivo}}   | Criador; Escritor (10 episódios)                                        |
| 2015      | Daredevil                | Sim           | Sim           | Sim           | Showrunner (1ª temporada); Direto (1 episódio); Escritor (3 episódios)  |
| 2021      | Jupiter's Legacy         | Sim           | Sim           | Executivo     | Criador; Showrunner (1ª temporada)                                      |